# 斯沃博德内角
斯沃博德内角（俄语：Мыс Свободный），日称爱郎岬（日语：／），是萨哈林岛东南部的海角；向西21公里有图奈恰角，向西北27公里是列斯諾伊角，向南16公里为热列兹内角，向南26公里有韦利堪角。
1643年荷兰航海家马丁·赫里特森·德·弗里兹命名为托林角。俄羅斯帝國地理學會西伯利亞探險隊庫頁島支隊的Ф·Б·施密特院士、П·П·格连院士、А·Д·布雷尔金博士和地形學家Г·В·舍布宁命名为托林纳-阿尼瓦角。1905年日本占据后更名为爱郎岬。
1935年建设了灯塔，1945年恢复托林灯塔的名称，1951-1956年间曾短暂更名斯沃博德内灯塔。灯塔呈灰色，建有三面居住区，院内有石板路。